# 壁 (小説)
『壁』（かべ）は、安部公房の中編・短編集。「S・カルマ氏の犯罪」「バベルの塔の狸」「赤い繭」(「洪水」「魔法のチョーク」「事業」）の3部（6編）からなるオムニバス形式の作品集である。1951年（昭和26年）5月28日に石川淳の序文を添えて月曜書房より刊行された。
表題作でもある「壁―S・カルマ氏の犯罪」は安部の最初の前衛的代表作で、第25回芥川賞を受賞した。ある朝突然、「名前」に逃げ去られた男が現実での存在権を失い、他者から犯罪者か狂人扱いされ、裁判までもが始まってしまい、ありとあらゆる罪を着せられてしまう。彼の眼に映る現実が奇怪な不条理に変貌し、やがて自身も無機物の壁に変身する物語で、帰属する場所を失くした孤独な人間の実存的体験と、成長する固い壁に閉ざされる空虚な世界と自我の内部が、安部公房特有の寓意や叙事詩的な軽さで表現されている。

## 発表経過・創作意図
「第一部 S・カルマ氏の犯罪」は、1951年（昭和26年）、雑誌『近代文学』2月号に「壁―S・カルマ氏の犯罪」の表題で掲載され、同年7月30日に第25回（昭和26年上半期）芥川賞を受賞した。「第二部 バベルの塔の狸」は同年、雑誌『人間』5月号に「バベルの塔の狸」の表題で掲載（挿絵は桂川寛）された。「第三部 赤い繭」は、前年1950年（昭和25年）、雑誌『人間』12月号に「三つの寓話」（｢赤い繭｣｢洪水｣｢魔法のチョーク｣）の表題で掲載され、1話目「赤い繭」は第2回（1950年度）戦後文学賞を受賞した。なお、「第三部 赤い繭」の4話目「事業」は同年10月に、世紀の会刊行パンフレット「世紀群叢書5」に掲載された。以上の6編をまとめて収録した単行本『壁』は、1951年（昭和26年）5月28日に月曜書房より刊行された。
安部公房は、3部作は一貫した意図によって書かれたもので、壁というのはその方法論にほかならないとし、以下のように述べている。

## 第一部・S・カルマ氏の犯罪
安部は、この作品について、一般的にはカフカの影響があると見られがちだが、ルイス・キャロルの影響の方が強いと語っている。また、主人公「S・カルマ氏」については、以下のように説明している。
なお、安部はこの作品を「小説に対する僕の姿勢を大きく変えてくれた作品」だと27年後に振り返り、「構想が熟したと思ったとたん、とつぜん自由になった感じがした。ペンが躍り出し、四十時間ほど一睡もせずに一気に書上げることができた。その後の僕の仕事の方向を決定づけることにもなった」と語っている。

### あらすじ
ある朝、目を覚ますとぼくは違和感を感じた。食堂でつけをしようとするが、自分の名前が書けない。身分証明書を見てみても名前の部分だけ消えていた。事務所の名札には、「S・カルマ」と書かれているが、しっくりとこない。驚いたことには、ぼくの席に、「S・カルマ」と書かれた名刺がすでに座っていた。名刺はぼくの元から逃げ出し、空虚感を覚えたぼくは病院へ行った。だが、院内の絵入雑誌の砂丘の風景を胸の中に吸い取ってしまったことがわかり、帰されてしまう。ぼくは動物園に向かったが、ラクダを吸い取りかけたところを、グリーンの背広の大男たちに捕らえられ、窃盗の罪で裁判にかけられることになった。法廷には今日会った人々が証人として集まっていた。
その場を同僚のタイピスト・Y子と逃げたぼくは、翌日に動物園でまた彼女と会う約束をして、アパートに帰った。翌朝、パパが訪ねてきた。その後、ぼくは靴やネクタイに反抗され時間に遅れて動物園についた。Y子はぼくの名刺と語らっていた。よく見るとY子はマネキン人形だった。ぼくは、街のショーウインドーに残されている男の人形から、「世界の果に関する講演と映画」の切符をもらった。行くと、せむしによる講演と映画が始まった。ぼくはスクリーンに映っているぼくの部屋を見た。やがてぼくは、グリーンの背広の大男たちにスクリーンの中へ突き飛ばされ画面の中に入った。画面の中のぼく（彼）が壁を見続けていると、あたりが暗くなり砂丘に「彼」はいた。そして地面から壁が生えてきて、そのドアを開けると酒場だった。そこにはタイピストとマネキン半々のY子がいた。
別のドアから「成長する壁調査団」となったドクトル（病院の医者）とパパの姿をしたユルバン教授が現われ、「彼」を解剖しようとするが、「彼」は機転をきかし、難を逃れた。その後、ユルバン教授は、ラクダを国立動物園から呼びよせ、それに乗り、縮小して「彼」の中を探索するが蒼ざめて戻ってきた。ドクトルとユルバン教授は、調査を中止し逃げていった。ただ一人残された「彼」は、壁そのものに変形していく。

### 登場人物
ぼく
名前は「S・カルマ」であるらしい。会社員。N火災保険の資料課に勤務。アパートに一人暮らし。のちに人称が「彼」となる。
食堂の少女
カウンター係の少女。常連客の「ぼく」と顔見知り。
Y子
タイピスト。「ぼく」と同じ課に勤務。
小使
事務所の小使。
ドクトル
動物園の角にある黄色い屋根の病院の医者。影のように真黒。
金魚の目玉
病院の受付係のぎょろ目の男。ドクトルの助手。裁判の進行・記録係となる。
画家
病院近くのプラタナスの並木にいた画家。真白なカンバスのまま何かを待っている。
浮浪児
病院近くのプラタナスの並木にいた浮浪児。しらみをとっている。
子供たち
動物園に来ている子供たち。「ぼく」を猛獣使いだと信じる。
動物園の園丁
箒を小脇にかかえ、黒い詰襟の制服を着た小さな猫背の老人。水族館の裏にある檻の裏口の鍵を開け、洞窟裁判所に案内する。
大男たち
グリーンのそろいの背広を着て、胸にバッジを裏返しにつけている私設警察の大男が二人。
法廷の委員たち
グリーンのそろいの背広を着ている。金縁眼鏡の法学者が二人。縁無し眼鏡の哲学者が二人。鉄縁眼鏡の数学者が一人。
事務所の主任
「ぼく」の上司。「昼休みにカルマ君と将棋をさしていた」と裁判で証言した。
アパートの隣人
試験勉強をしている学生。
アパートの二階の住人
キャバレーのヴァイオリン弾き。28歳の肺病の青年。キャバレーでの腹いせに部屋ではバッハやブラームスばかり弾く。
パパ
「ぼく」のパパ。「ぼく」の正気を疑う。
マネキン人形のY子
マネキンに変貌したY子。G町の裏通りのマネキン専門店のショーウインドーに10年来立っているのと同じ人形。
男のマネキン人形
ショーウインドーに残された人形。Y子を捜している。
せむし男
世界の果に関する講演と映画上映をする。講演をしながら体が伸びて反対側に体が曲り、「はらむし」から「ロール・パン氏」に変身。
ユルバン教授
ドクトル氏によって結成された「成長する壁調査団」の副団長。コルビュジエ氏の門弟で都市主義者（ユルバニスト）。パパと瓜二つの姿。

### 戯曲化
- ガイドブックIV『S・カルマ氏の犯罪』　安部公房スタジオ公演
  - 1978年（昭和53年）10月13日 - 29日 渋谷・西武劇場
  - 作・演出・音楽：安部公房。美術：安部真知。照明：河野竜夫。音響：鈴木茂。舞台美術：山崎彰。照明：藤本哲。衣裳：森本由美子。制作：西武美術館。
  - 出演：垂木勉（S・カルマ氏）、山口果林（Y子）、宮沢譲治（研究室長）、伊藤裕平（調査部長）、加藤斉孝（調査部員）、沢井正延（調査部員、見張り役）、寺田純子（調査部員）、岩浅豊明（医者）、八幡いずみ（看護婦）、平野稚子（見張り役）、藤野俊祐（見張り役）、塩田映湖（泣く女）
  - 台本は1978年（昭和53年）、雑誌「新潮」11月号に掲載。
  - ※ 昭和53年度文化庁芸術祭参加作品として上演。

## 第二部・バベルの塔の狸

### あらすじ
貧しい詩人のぼくは、自分の空想やプランをつけている手帳を「とらぬ狸の皮」と呼んでいた。ぼくはP公園で奇妙な獣を見つけた。その獣は突如、ぼくの影をくわえ逃げ去り、影を失ったぼくは目だけ残して透明人間になってしまった。その夜、獣は夜空から霊柩車に乗ってやってきて、自分は君に養ってもらった「とらぬ狸」であると言い、ぼくをバベルの塔へ連れて行った。そこには狸がたくさんいた。とらぬ狸は、「みなぼくの仲間だ。人間は誰でも各々のとらぬ狸を持っている」と言った。
とらぬ狸はぼくを入塔式に案内した後、目玉銀行に連れてゆき、目玉を預けろと言った。狸たちにとって、人間の目玉は有害なのだと目玉銀行の管理人・エホバが説明した。それを拒否したぼくは、次に行った時間彫刻器の研究室で、とらぬ狸におどりかかった。ぼくは時間彫刻器の箱を開け、タイムマシンで影をとられる前の時間のP公園に戻った。そして近づいて来たとらぬ狸に向かって、手帳や小石を投げつけ追っ払った。

### 登場人物
ぼく
貧しい詩人。名前はK・アンテン。
とらぬ狸
ぼくの影を食べた獣。バベルの塔からやって来た。
恋人らしい男女
P公園の木蔭にいた男女。目だけの透明人間のぼくを見て驚く。
少年たち
目だけの透明人間のぼくを見て驚き逃げる。
タバコ屋の娘
ぼくのいきつけのタバコ屋の娘。土曜日の晩に詩を習いにぼくの家に来る。美しい脚。
奥さん
犬を連れた主婦。目だけの透明人間のぼくを見て気を失う。
警官たち
目だけの透明人間のぼくを追う。
管理人のおかみさん
ぼくのアパートの管理人。
ダンテ狸
バベルの塔の委員長。中央委員会書記長ダンテ閣下。
その他のとらぬ狸たち
ニイチェ狸、ブルトン狸、杜子春狸
エボバ
目玉銀行の管理人。鉄門の前にいる老人。蝋のように黄色くすき透ったミイラの顔。4,082歳。

## 第三部・赤い繭
「赤い繭」「洪水」「魔法のチョーク」「事業」の4話からなる。

### 赤い繭
安部はこの作品の執筆当時、ようやく手に入れた6畳ほどの物置小屋を自分で床を張り改造した住居に住んでいて、布団の上に粉雪が降る境遇だったという。安部はその頃を振り返り、以下のように語っている。

#### あらすじ
帰る家のない「おれ」は、日の暮れた住宅街をさまよううちに、足から絹糸がずるずるとのびてゆき、どんどんほころんでいった。その糸は「おれ」の身を袋のように包みこんでいって、ついに「おれ」は消滅し、一個の空っぽの大きな、夕陽に赤々と染まった繭となった。だが家が出来ても、今度は帰ってゆく「おれ」がいない。踏切とレールの間にころがっていた赤い繭は、「彼」の眼にとまり、ポケットに入れられた。その後、繭は「彼」の息子の玩具箱に移された。

#### 登場人物
おれ
帰る家がない。大きな赤い繭に変身する。
女
ある一軒の家の女。
棍棒を持った彼
警官。
彼
赤い繭を拾う。

### 洪水

#### あらすじ
世界のいたるところで、労働者たちが液化しはじめた。刑務所の囚人も液化したため、治安も悪化し大混乱となった。警察も物理学者もお手上げ状態となり、富める者たちは恐水病に陥った。様々な対処も無駄となり、人類は洪水で絶滅した。しかし、静まった水底で、何やらきらめく物質が結晶しはじめる。それは、過飽和な液体人間たちの中の目に見えない心臓を中心にしていた。

#### 登場人物
哲学者
貧しいが誠実な哲学者。液化する第一の労働者を発見する。世界に向かって大洪水の到来を予言する。
労働者
工場の夜業の帰り道に液化。最初の液化人間。
液体人間たち
世界のいたるところの労働者や貧しい者たちや囚人たちが液化。アメーバのように自由に移動したり、凍結したり蒸発したりも自由気ままにでき、物理学者も混乱する。世界の治安がみだれる。
富める者たち
大工場主や政府の高官など。コーヒーや目薬でも溺れ死にするため、恐水病になる。
国王や元首たち
大堤防の構築を急ぐ声明を出すが、建築する労働者がどんどん液化して全く意味をなさない。
科学者
原子エネルギーで液体を蒸発させようと提案するが、工場が次々に壊滅して困難に。
ノア
楽天的で狡猾。着々と方舟を製作し逃げようとするが、液体人間に捕まり溺死。

### 魔法のチョーク
安部は、この作品の主人公「アルゴン君」の名前の由来について、以下のように説明している。

#### あらすじ
貧しい画家のアルゴン君は、画材道具や家具も売り払い、その日に食べる物にも困っていた。一つ残っていた赤いチョークで壁にパンやバターや林檎を描くと、実物になって落ちてきた。アルゴン君は、夢中でそれを食べた。ベッドも書くとそれが現われた。しかし、翌日になると、ベッドは絵に戻り、林檎の芯など食べられなかったものだけ壁の絵に戻っていた。日光が部屋に入ると効力がなくなると気づいたアルゴン君は、壁から出した財布の金で毛布などを買い、部屋に暗幕をめぐらした。
窓がほしくなったアルゴン君は試しに描いてみたが、窓が「外」を持たないと駄目だった。ドアだけ描いて恐々開けると、黒ずんだ空の熱風砂漠だった。やはり「外の絵」を作り出さなければならなかった。アルゴン君は途方に暮れ、ふと目についた新聞記事のミス・ニッポンを壁に描いてイヴを作った。アルゴン君は一緒に世界を設計しようと彼女に言うが、高慢なイヴは半分もらったチョークでピストルとハンマーを描き、アルゴン君を撃ち殺してドアを打ち壊してしまった。
日光が入り、絵から出たものは絵に戻っていた。アルゴン君の胸の疵も消滅し癒えていたが、壁の絵ばかり食べていた肉体は、ほとんど壁の成分になっていた。アルゴン君はよろめき壁に吸い込まれてイヴの上に重なり、壁の絵になった。騒ぎに集まった人々や怒る管理人が帰った後、絵のアルゴン君は、「世界をつくりかえるのは、チョークではない」と呟き、その目から一滴のしずくが落ちた。

#### 登場人物
アルゴン君
貧しい画家。場末のアパートの便所の隣に住んでいる。餓死寸前で手には赤いチョークしかない。
アパートの老人
貧乏な住人。ひと月前からおからが買える身分になったため、百メートル先の食堂から流れてくる下水の残飯を金網かごで掬う方法をアルゴン君に教えて、それをゆずる。
友人
銀行員。アルゴン君は弁当を半分わけてもらう。
イヴ
ミス・ニッポンの写真から、アルゴン君が描いた女。元デザイナー。
アパートの人々
銃声の音に駆けつけたアパート住人。
アパートの管理人
アルゴン君の部屋の壁の落書きと壊れたドアにぷりぷり怒る。

### 事業

#### あらすじ
司祭で事業家の私は、鼠を原料とした食肉加工で成功した。しかし飼育した肥大鼠に従業員と妻子が襲われて死亡する事件が起きた。それをきっかけに私は六人の死体を食肉に加工してみた。各界代表者を招いた試食会（原料を伏せた）も成功し、大商社各社から特約を受け、人肉加工の事業を展開した。事業は目ざましい拡張発展をとげ、原料（堕胎児や屍体）が不足した。私は、食べることを目的として生物を殺すのは罪ではないというキリスト教の教えによって、新事業の拡張新分野（殺人合法化）を計画する。

#### 登場人物
私
司祭。食肉加工の事業を起こす。筋肉成長酵素による肥大鼠を原料にし大量生産に成功するが、飼育係や何人かの使用人と妻子が肥大鼠に襲われ死亡。その後、人肉加工をするために国のすべての屍体が火葬場に行く前に、食肉工場を通るように所管大臣に認可させる。
貴下（聞き手）
「私」の手紙の相手。有能な探偵小説家。冷徹な合理精神の持主。新事業の拡張新分野（殺人合法化）の担当を依頼されている。手紙の文末の宛名は「彼の中の彼」。

### テレビドラマ化
- テレビ劇場『魔法のチョーク』（NHK総合）　
  - 1958年（昭和33年）5月9日 金曜日 20:45 - 21:30
  - 脚本：畑中庸生。
  - 出演：春田美樹（失業中の画家・佐々木周）、馬淵晴子（アパートの管理人の娘・マリ子）、平野和子（その母）、福岡弥栄次、ほか

### ラジオドラマ化
- 音楽のおくりものII『赤い繭』（NHKラジオ第2、NHK-FM実験放送）　
  - 1960年（昭和35年）10月27日 木曜日 21:00 - 22:00
  - 音楽・作曲：諸井誠。ハープシコード：竹前聡子。オンド・マルトゥノ：高橋悠治。ドラムセット：猪俣猛。ボンゴ：内藤常二郎、小野寺浩一。合奏：アンサンブル・エレクトロニカ。指揮：若杉弘。電子音楽：NHK電子音楽スタジオ。ミュージックコンクレート：秋山邦晴、諸井誠。合唱：東京混声合唱団。
  - 出演：芥川比呂志（男）、山岡久乃（女）、熊倉一雄（彼）、東京放送劇団
  - ※ 『赤い繭』を音楽的に構成したもの。サブタイトルは「ラジオのための作品」。
- ラジオ劇場『大事業』（NHKラジオ第2）　
  - 1961年（昭和36年）3月29日 水曜日 21:00 - 21:30に放送予定だったが、放送を見送られ未放送。
  - 演出：大西信行。出演：小沢栄太郎（男）。
  - ※ 同日同時刻には急遽、秋元松代の『丘の上』が放送された。『大事業』の過激な内容がNHKの内部監査により放送を見送られた可能性があると推察されている[11]。

### 舞踏化
- パントマイム『赤い繭』　草月コンテンポラリー・シリーズ6 作曲家集団12月の会〈諸井誠〉
  - 1960年（昭和35年）12月8日 草月会館ホール
  - 音楽：諸井誠。演出：塩瀬宏。装置・美術：真鍋博。照明：今井直次。舞台監督：武市好古。
  - 指揮：若杉弘。演奏：東京混声合唱団、室内オーケストラ。
  - マイム：ヨネヤマ・ママコ。朗読：水島弘、芥川比呂志。
  - ※ 放浪の黙劇芸人（ミーム）として来日していたフランスの作家・テオ・レズワルシュが塩瀬宏とともにヨネヤマ・ママコの振付けを行なった[12]。
  - ※ 「パントマイム・舞踏とオーケストラ・シュプレヒコール・コーラス・モノローグ・電子音響との新しい試みによる舞台のための〈赤い繭〉」として上演。演奏はテープ再生。

## 作品評価・解釈
『壁―S・カルマ氏の犯罪』は発表当時、画期的な作品として反響を呼び、それまでの日本近代文学において主流だった「私小説の伝統とそこに密集する近代的自我という人間中心主義の幻想」を打破したという点で、その2年前に発表された三島由紀夫の『仮面の告白』と双璧をなす作品だと高野斗志美は解説している。
芥川賞の選考審査員の川端康成は、『壁―S・カルマ氏の犯罪』を、部分によっては鋭敏でなく、冗漫と思えたところもあるとしながらも、最も高く評価し強く推した理由について、「『壁』のやうな作品の現はれることに、私は今日の必然を感じ、その意味での興味を持つからである。（中略）作者の目的も作品の傾向も明白であつて、このやうな道に出るのは新作家のそれぞれの方向であらう」と述べて、新味があり好奇心を誘った作品だとしている。同じく、芥川賞に推薦した瀧井孝作は、「寓話諷刺の作品にふさわしい文体がちゃんと出来ている。（中略）文体文章がちゃんと確かりしているから、どんな事が書いてあっても、読ませるので、筆に力があるのです。自分のスタイルを持っている。これはよい作家だと思いました」と評している。
『壁―S・カルマ氏の犯罪』の文体について市川孝は、小説の文脈は説明的で饒舌な、蔓衍体的な一面を持つと同時に、簡潔な手法とテンポの速さ、きびきびした会話の展開を含むとし、また、具象的、印象的な図形類を配している点が特色だと述べ、その特色が、「切れることなく続く全体の構成と、印象的なクライマックス」と共に、超現実的な世界を描く観念的な作風と一つの調和をなしていると解説している。
この市川孝の解説評を受け、安部は『壁―S・カルマ氏の犯罪』で「意識的に工夫」した説明的な文章について、「形式的には説明だが、内容的には、単なる前文の繰返しにすぎないのである。分かりきったことを、もっともらしく、あるいは驚きをもって反復しているにすぎない」とし、それは市川の感じた「理屈っぽい傾向」というより、「むしろぎこちない思考」であり、〈ので〉〈から〉等の接続助詞の多出も、「関節の単純さのために、すべての行動をたやすく予見でき、予見できすぎることによってかえって謎めいてくる、あのマリオネットのとぼけたおかしさに近いもの」や、「即物性から飛躍できない、子供の〈理由さがし〉のこっけいさに似たもの」を意図した文体だと説明している。
『赤い繭』について森川達也は、「この作品の生命は、何よりもまず、『赤い繭』そのものが持っているイメージの美しさ、にある」と評し、『赤い繭』が一般的に言われるように、「ユーモアとアイロニーをこめた寓話的な手法によって、現代の人間の置かれた状況を描き出した短篇」には違いないが、単にその寓意を探って合理的に解釈することよりも、作品全体の詩的イメージの美しさを重視したいと解説をしている。

## おもな刊行本
- 『壁』（月曜書房、1951年5月28日）
  - 装幀：勅使河原宏。挿絵：桂川寛。序文：石川淳。あとがき：安部公房。
  - 収録作品：第一部・S・カルマ氏の犯罪、第二部・バベルの塔の狸、第三部・赤い繭（赤い繭、洪水、魔法のチョーク、事業）
- 文庫版『壁』（角川文庫、1954年3月10日）　
  - 挿絵：桂川寛。序文：石川淳。
  - 収録作品：S・カルマ氏の犯罪、赤い繭（赤い繭、洪水、魔法のチョーク、事業）
- 『水中都市』（桃源社、1964年12月10日）
  - 装幀：安部真知。
  - 収録作品：水中都市、棒、なわ、鉛の卵、盲腸、透視図法、闖入者、イソップの裁判、バベルの塔の狸
- 文庫版『壁』（新潮文庫、1969年5月20日。改版1988年）　ISBN 978-4-10-112102-4
  - カバー装画：安部真知。付録・解説：佐々木基一。挿絵：安部真知。
  - 収録作品：第一部・S・カルマ氏の犯罪、第二部・バベルの塔の狸、第三部・赤い繭（赤い繭、洪水、魔法のチョーク、事業）
  - ※ のち、カバー装画：近藤一弥（フォト：安部公房）。
- 限定版『赤い繭』（プレス・ビブリオマーヌ、1969年5月） 
  - 限定415部。署名入。近江産草木染雁皮紙。夫婦三方帙入り。覚え書：安部公房。
- 限定版『魔法のチョーク』（プレス・ビブリオマーヌ、1969年12月）
  - 限定475部。署名入。近江産草木染雁皮紙。夫婦三方帙入り。覚え書：安部公房。
- 限定版『洪水』（プレス・ビブリオマーヌ、1973年11月） 
  - 限定585部。署名入。近江産草木染雁皮紙。夫婦三方帙入り。覚え書：安部公房。
- 限定版『事業』（プレス・ビブリオマーヌ、1974年11月） 
  - 限定395部。署名入。総革装。アクリルケース入り。覚え書：安部公房。
- 英文版『Beyond the Curve』（訳：Juliet Winters Carpenter）（Kodansha International、1991年）
  - 収録作品：カーブの向う（Beyond the curve）、無関係な死（An irrelevant death）、夢の兵士（The dream soldier）、デンドロカカリヤ（Dendrocacalia）、使者（The special envoy）、S・カルマ氏の犯罪（The crime of S. Karma）